# Rafael Larreina Valderrama
Rafael Larreina Valderrama (Vitòria, 19 de maig de 1956) és un polític del País Basc, pertanyent al partit nacionalista basc Eusko Alkartasuna (EA).

## Biografia
Va estudiar Econòmiques a la Universitat del País Basc i postgrau a l'IESE.

## Trajectòria política
Ha realitzat tota la seva activitat política dins d'Eusko Alkartasuna, formació de la qual Executiva Nacional és membre des dels seus inicis, el setembre de 1986, i també exerceix com a Secretari de Política Institucional del partit. Parlamentari des de la III legislatura. Actualment i per tercera legislatura consecutiva, ocupa el càrrec de coordinador del grup parlamentari d'EA. Va ser regidor de Vitòria entre 1987 i 1990. Des d'aquell any, és parlamentari basc. En l'actualitat és vicepresident segon del Parlament Basc.

## Altres dades
Ha desenvolupat una llarga trajectòria associativa pertanyent a grups com l'Associació Cultural Hegoalde, la Reial Societat Bascongada d'Amics del País, el Club de Muntanya Gasteiz, l'Associació Internet-Euskadi (associació d'internautes bascos), l'Opus Dei i Greenpeace.